# Pierre, Dakota de Sud
Pierre este un oraș din Statele Unite ale Americii.